# فرودگاه منطقه‌ای اتوموا
 فرودگاه منطقه‌ای اتوموا (به انگلیسی: Ottumwa Regional Airport) یک فرودگاه همگانی بهره‌برداری هوایی با کد یاتا OTM است که یک باند فرود آسفالت و بتن به طول ۱۷۹۴ متر دارد. این فرودگاه در کشور ایالات متحده آمریکا و در ارتفاع ۲۵۸ متری از سطح دریا واقع شده است.